# 1985 في العراق
فيما يلي قوائم الأحداث التي وقعت خلال عام 1985 في العراق.

## سياسة

### انتهاء فترة المنصب
- 25 يوليو – عبد القادر عز الدين وزير التعليم العالي والبحث العلمي.

## مواليد

### يناير
- 1 يناير – رفيف الياسري طبيبة تجميل ومقدمة برامج عراقية.
- 1 يناير – سيلفا شاهاكيان

### فبراير
- 28 فبراير – حسين عبد الواحد لاعب كرة قدم عراقي.

### أبريل
- 15 أبريل – علي حسين رحيمة لاعب كرة قدم عراقي.
- 15 أبريل – محمد الحكيم

### يونيو
- 13 يونيو – مسلم مبارك لاعب كرة قدم عراقي.
- 23 يونيو – حسين علي شهاب لاعب كرة قدم قطري.

### أغسطس
- 10 أغسطس – رندا مرقس

### سبتمبر
- 1 سبتمبر – مؤيد خالد لاعب كرة قدم عراقي.

### أكتوبر
- 27 أكتوبر – نور الزين مغني وملحن.
- 28 أكتوبر – صالح جابر لاعب كرة قدم عراقي.

## وفيات

### يناير
- 1 يناير – شاكر مصطفى سليم (مواليد 1919)
- 1 يناير – صالح مهدي عماش (مواليد 1924) سياسي ومؤرخ وكاتب ومؤلف وشاعر ووزير عراقي.
- 24 يناير – مامە ريشە (مواليد 1957)

### فبراير
- 10 فبراير – محمد صالح شمسة (مواليد 1905) شاعر عراقي.